# Ernő Rubik
Ernő Rubik (Budapeste, 13 de julho de 1944) é um arquiteto e professor de arquitetura, inventor e conferencista no Departamento de Design Interior na Academia de Artes Aplicadas e Ofícios em Budapeste, Hungria.

## Biografia

Cubo Mágico

É o inventor do Cubo de Rubik, ou Cubo Mágico, em 1974 quando estava interessado em geometria, especialmente formas tridimensionais e sua construção. Um dia, enquanto observava o fluxo do Danúbio, Rubik teve a ideia de criar um mecanismo interno cilíndrico que permitisse a manipulação fácil do cubo de 6 faces, cada face dividida em 9 quadrinhos menores, resultando em 54 quadros. Originalmente o cubo de Rubik possui as cores vermelho, laranja, verde, azul, branco e amarelo, mas pode haver variações, de acordo com cada fabricante.
O primeiro cubo de Rubik foi feito de madeira, e hoje o mais comum é encontrá-lo feito de plástico, mas há versões de vidro, papel, só para citar alguns exemplos. Ernő Rubik em apenas 31 dias conseguiu solucionar seu quebra-cabeça. Hoje em dia o recorde mundial do cubo mágico é de 3,05 segundos pelo chinês Xuanyi Geng (耿暄一).

## Publicações
- Co-autor de The Rubik's Cube Compendium (written by David Singmaster, Ernő Rubik, Gerzson Kéri, György Marx, Tamás Varga and Tamás Vekerdy), Oxford University Press, 1987.[2]
- Autor de Cubed – The Puzzle of Us All, Flatiron Books/Orion Publishing Group /Hachette UK/Libri, 2020.[3]